# Церква Преображення Господнього (Зарудці)
Церква Преображення Господнього в Зарудцях — дерев'яний храм УГКЦ, пам'ятка архітектури національного значення в селі Зарудцях Львівської громади Львівського району Львівської области України.

## Історія
У кінці 17 ст. до церкви подарували Євангеліє, 1690 року. А в 1708 році в парохії почали вести метричні книги. Від 1723 року в храмі зберігається антимінс, наданий єпископом Атанасієм Шептицьким. У 1760 році ґрунти церкві надав домініканський ігумен Єронім Вакеманський.
Теперішній дерев'яний храм збудований в 1787 році, який замінив старішу святиню, 1775 року побудови. У роки Першої світової війни церква зазнала незначних пошкоджень. До 1939 року церква перебувала під опікою конвенту львівських отців Домініканців.
У святині є п'ятиярусний іконостас 17 ст. (з церкви Cвятого Миколи Крехівського монастиря), в якому розміщені ікони Миколи Петрахновича та Іван Поляхович. А різьба була виконана сницарем Матвієм. 1924 року зведено нову дзвіницю. А наступного року храм відремонтували. 1955 року його розписали.
У 1946—1990 роках храм перебував у російському православ'ї. 24 червня 1990 року греко-католицька громада на зборах вирішила повернутися в лоно УГКЦ.
1963 року храм разом з дзвіницею внесли до реєстру пам'яток культурної спадщини національного значення з охоронним № 452.

## Парохи
- о. Григорій Левицький (1763)
- о. Іван Трулицький (1832)
- о. Василь Лопатинський (1835)
- о. Михайло Балтарович (1833—1836, адміністратор)
- о. Стефан Скоробогатий (1836—1841, 1850—1852)
- о. Яким Чомич (1841—1849, адміністратор)
- о. Станіслав Бачинський (1849—1850, адміністратор)
- о. Клим Свидзинський (1852—1853, адміністратор)
- о. Теофіл Жегалович (1853—1854, адміністратор)
- о. Іларій Білинський (1854—1857, адміністратор)
- о. Клим Левицький (1857—1859, адміністратор)
- о. Іван Збудовський (1859—1869, адміністратор)
- о. Михайло Торба(1869—1871)
- о. Микола Стрільбицький (1871—1877, адміністратор)
- о. Клим Матковський (1877—1886)
- о. Володимир Проскурницький (1886—1888, адміністратор; 1888—1907)
- о. Михайло Клюк (1907—1934)
- о. Василь Мармаш (1934—1935, адміністратор)
- о. Микола Стрільбицький (1935—1938)
- о. Олександер Буць (1938—1939, адміністратор)
- о. Василь Воронюк (1940—1971)
- о. Михайло Пилюх
- о. Володимир Круцик
- о. Свистун
- о. Микитів
- о. Гнилюх
- о. Євген Коцовський
- о. Андрій Довгань
- о. Андрій Сідляр
- о. Богдан Чабан
- о. Михайло Яблонський
- о. Любомир Франків
- о. Дмитро Польовий (від 2004).